# Rosa schergiana
Rosa schergiana — вид рослин з родини трояндових (Rosaceae).

## Поширення
Ендемік Сирії — Антиліван.